# Urt (tidsskrift)
 For alternative betydninger, se Urt (flertydig). (Se også artikler, som begynder med Urt)
Urt er et dansk populærvidenskabeligt tidsskrift, som er blevet udgivet af Dansk Botanisk Forening siden 1976.
Urt behandler alle grene af botanikken, med artikler om eksempelvis miljøproblemer og økologi, beskrivelse af særlige naturområder, debat, nyfund af sjældne planter og status over udryddelsestruede arter.
Tidsskriftet udkommer fire gange om året.